# Pontonia pinnae
Pontonia pinnae är en kräftdjursart som beskrevs av William Neale Lockington 1878. Pontonia pinnae ingår i släktet Pontonia och familjen Palaemonidae. Inga underarter finns listade i Catalogue of Life.